# Шинер-Туруново
Шине́р-Ту́руново (чув. Шинер Тăрăн) — деревня в Чебоксарском районе Чувашской Республики. Входит в состав Чиршкасинского сельского поселения.

## География
Находится в северной части Чувашии на расстоянии приблизительно 20 км на юго-запад по прямой от районного центра посёлка Кугеси.

## История
Известна с 1795 года, когда здесь (тогда выселок села Богородское или Первое Туруново, ныне Туруново) было 29 дворов. В 1858 году было 26 дворов, 168 жителей, в 1897 году — 215, в 1926 — 57 дворов, 245 жителей, в 1939—267 жителей, в 1979 году — 172. В 2002 году было 52 двора, в 2010 — 46 домохозяйств. В период коллективизации образован колхоз «Новая жизнь», в 2010 году действовал «Туруновский».

## Население
Постоянное население составляло 132 человека (чуваши 98 %) в 2002 году, 134 в 2010.